# Шеминад, Жак
Жак  Шеминад (фр.  Jacques Cheminade, МФА (фр.): [ʒak ʃəminad]; 20 августа 1941, Буэнос-Айрес)  — французский политик, активист   и теоретик заговора. Руководитель партии «Солидарность и прогресс», французского отделения движения Ларуша. Трижды баллотировался на пост  президента Франции, на выборах 2007 года поддерживал Сеголен Руаяль.

## Биография
Жак Ги Шеминад родился в Буэнос-Айресе в семье Раймона и Мадлен Шеминад. Его отец более 20 лет проработал в Аргентине в представительстве крупной кампании. Жак переехал во Францию лишь в 18-летнем возрасте. У него двойное гражданство — аргентинское и французское.После окончания европейской бизнес-школы HEC в Париже, юридической школы и Национальной школы администрации Шеминад стал кадровым офицером в Дирекции внешнеэкономических связей Министерства экономики, финансов и промышленности, где прослужил до 1981 года.
Шеминад встретил Линдона Ларуша в начале 1974 года в Нью-Йорке, где  был коммерческим атташе французского посольства с 1972 по 1977 год.. Согласно документу ФБР 1976 года, Шеминад был на тот момент  рядовым членом в Национальном комитете  трудящихся, политической организации под руководством Линдона Ларуша. Его возвращение во Францию в 1977 году было вызвано желанием посвятить себя «полноценной политической деятельности и пропаганде идей и политики г-на Ларуша»..